# Lesiëm
Lesiëm jest niemieckim projektem muzycznym, stworzonym w 1999 roku przez duet producentów Svena Meisela i Alexa Wende. Muzyka projektu to mieszanka rocka, popu, muzyki elektronicznej, new age i ambientu z wokalem opartym na chorale gregoriańskim. Jest często porównywany do francuskiej Ery czy norweskiego Amethystium.
Pierwszy album Lesiëm, Mystic, Spirit, Voices został nagrany w 2000 roku, a dwa lata później dotarł do siódmego miejsca na amerykańskich listach Billboardu. 
Pierwsze dwa albumy były niejako wstępem do płyty Times, monumentalnej pop-opery, nagranej w 2002 roku. Promował ją singel Caritas, zaprezentowany w programie José Carrerasa wraz z Maggie Reilly i Chórem Berlińskiej Opery Niemieckiej 

## Dyskografia

### Albumy
- Mystic, Spirit, Voices, Monopol Records, 31 stycznia 2000 (w USA jako Mystic. Spirit. Voices; Intentcity Records, 2002)
- Chapter 2, Monopol Records, Koch, 12 kwietnia 2001 (w USA jako Illumination; Intentcity Records, 2003)
- Times, Monopol Records, Epic/Sony, 10 kwietnia 2003 (w USA jako Auracle; Intentcity Records, 2004)

### Single
- Fundamentum, Monopol Records, 10 stycznia 2000
- Indalo, Monopol Records, 5 czerwca 2000
- Africa, Monopol Records, 21 marca 2000
- Caritas, Epic/Sony, 16 grudnia 2002
- Navigator , Koch Music Universal 2001
- Feuerwerks Medley Koelner 2013, Monopol Verlang GmbH, 12 Lipiec 2013

### Audiobooki
- Der steinige Weg, Monopol Records, 21 października 2005